# بيتر بوس (مجدف)
بيتر بوس (بالإنجليزية: Peter Bos)‏ هو مجدف أمريكي، ولد في 30 مايو 1938 في نورث توناواندا في الولايات المتحدة.

## وصلات خارجية
- بيتر بوس على موقع الاتحاد الدولي للتجديف (الإنجليزية)
- بيتر بوس على موقع أوليمبيديا (الإنجليزية)